# Trichostomum stellatifolium
Trichostomum stellatifolium là một loài rêu trong họ Pottiaceae. Loài này được (Hampe) Müll. Hal. mô tả khoa học đầu tiên năm 1900.